# Septuaginta

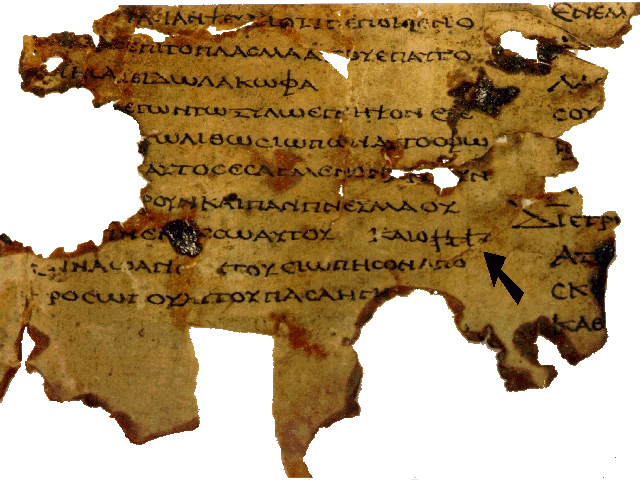
Septuagintafragment på papyrus från Qumran.

Septuaginta, av latinets septuaginta, ”sjuttio”, även benämnd LXX, är den äldsta bevarade grekiska helöversättningen av Gamla Testamentet i Bibeln. Dagens forskare hävdar allmänt att denna översättning tillkommit under ett antal årtionden där den tidigaste delen, en översättning av de fem Moseböckerna, gjordes i Alexandria i början av 200-talet f.Kr. Översättningen av Psaltaren tillhör också de äldre delarna och tillkom strax efter år 200 f.Kr. Resterande delar av Septuaginta framställdes troligen något senare, vissa i Alexandria, andra måhända i Jerusalem.

## Beskrivning
Namnet Septuaginta går tillbaka på den redan under Jesu tid allmänna uppfattningen att verket gjorts som en översättning av 72 skriftlärda som var och en på kung Ptolemaios uppdrag gjorde varsin översättning vilka alla sedan på ett mirakulöst sätt visade sig överensstämma fullständigt. Detta berättas av den judiske historieskrivaren Josefus i Det judiska folkets historia (Antiquitates XII:2:1)
Här nämner Josefus dock endast att "lagen" skulle ha översatts – det vill säga de fem Moseböckerna – en uppfattning som tycks gälla även i Talmud. Däremot talar Josefus i Mot Apion (Josephus Flavius, I, 8) om hur den hebreiska kanon består av 24 böcker vilket inte överensstämmer alldeles med Septuagintas mer än dubbla antal böcker. När Augustinus återberättar samma historia i Guds stad (XVIII:41–43) är det dock uppenbart att det är samtliga Septuagintas böcker som refereras till som översatta.
Orsaken till Septuagintas tillblivelse skall enligt Josefus ha varit bland annat det stora antal judar i diasporan som inte förstod hebreiska eller arameiska och därför inte kunde studera Tanakh. De hebreiska manuskripten till Torah standardiserades från 700- och 800-talet och framåt till den så kallade masoretiska bibeltexten (se även masoreter). Därvid kom Septuaginta att fullständigt förlora sin status inom judendomen – i synnerhet som den alltmer kom att användas som auktoritativ översättning av de kristna. Istället kom nya översättningar till grekiska att göras från judiskt håll; denna gång med den masoretiska texten som förlaga, till exempel bibelutgåvorna av Aquila av Sinope och Symmachus.
För den kristna kyrkan blev däremot Septuaginta under de första århundradena den bibliska standardtexten, då kyrkan kom att spridas i hela det romerska riket, där grekiska var lingua franca. Septuaginta kom därför av de kristna att betraktas som ett verk av Guds försyn och när sedan latinet övertog grekiskans plats som världsspråk användes mycket av Septuagintas struktur och uttryck i den latinska översättningen Vulgata. I östkyrkan, som till stora delar fortsatte att vara grekisktalande, har fortfarande Septuaginta en dominerande plats. 
I dag är de äldsta kända helbibelmanuskripten återgivningar av Septuaginta (till exempel Codex Sinaiticus från 300-talet) och Septuaginta blir därför ofta konsulterad även i modern bibelöversättning av Gamla Testamentet. Den kan bland annat användas för att belysa svårigheter i den masoretiska texten, som i dag vanligen är den text man utgår ifrån vid översättning av Gamla Testamentet.